# Amadou Diallo (Niger)
Pour les articles homonymes, voir Amadou Diallo.
Amadou Diallo, né le 11 mars 1963 à Niamey est un colonel et homme politique nigérien.

## Carrière
Amadou Diallo fait ses études primaires et secondaires dans sa ville natale de Niamey, et est diplômé en 1981, année où il rejoint les Forces armées nigériennes. Il étudie à l'Académie royale militaire de Meknès de 1982 à 1985 et s'entraîne avec la Brigade de sapeurs-pompiers de Paris en France de 1985 à 1986. Diallo travaille pour le corps de sapeurs-pompiers du Niger à partir de 1986 et devient la même année commandant adjoint de la compagnie de sapeurs-pompiers de Niamey, avant d'en devenir le commandant en 1989. En 1995, il devient directeur de la Protection civile au ministère de l'Intérieur.
Après le coup d'État de 1999 au Niger aboutissant à la mort du président Ibrahim Baré Maïnassara, Amadou Diallo devient membre de la junte militaire formée le 11 avril 1999, le Conseil de réconciliation nationale, présidé par Daouda Malam Wanké, qui dirige le pays jusqu'en décembre 1999. Diallo est préfet-président (ce qui correspond au statut de maire) de la capitale nigérienne Niamey du 21 avril 1999 au 15 septembre 2001. Il est ensuite conseiller au Ministère de l'Intérieur avant de devenir en 2002 Directeur général de la Défense civile, atteignant le rang de lieutenant-colonel.
Il devient président de la Fédération nigérienne de football en 2006. Il démissionne de son poste de président de la Fédération nigérienne de football en 2009, après la disqualification de l'équipe nationale de la Coupe d'Afrique des nations des moins de 17 ans 2009 pour avoir aligné Boubacar Talatou, un joueur plus âgé que la limite autorisée.
Après le coup d'État de 2010 au Niger, Amadou Diallo, alors colonel, devient membre du Conseil suprême pour la restauration de la démocratie, une junte militaire au pouvoir au Niger de 2010 à 2011 et dirigée par Salou Djibo. Il est nommé le 1er mars 2010 ministre de l'Équipement.
Le 8 octobre 2010, il est limogé de son poste de commissaire du gouvernement au Tribunal militaire avant de quitter ses fonctions de ministre de l'Équipement quelques jours plus tard puis détenu pour « tentative de déstabilisation du régime » avec trois autres haut-gradés. Après la transition vers un gouvernement civil mené par Mahamadou Issoufou, en mai 2011, toutes les charges sont levées contre les quatre militaires qui sont libérés. Amadou Diallo devient alors attaché de défense à l'Ambassade du Niger en Italie.